# Compasiune
Compasiunea este emoția simțită de cineva ca răspuns la suferința altuia motivând dorința de a ajuta.
Compasiunea este adesea privită ca având un aspect emoțional, deși atunci când se bazează pe noțiuni cerebrale cum ar fi corectitudinea, dreptatea și interdependența, poate fi considerată rațională în esență și aplicația ei înțeleasă ca o activitate bazată pe o judecată sănătoasă.
Există de asemenea un aspect al compasiunii ce privește o dimensiune cantitativă, astfel încât compasiunii individuale îi este oferită proprietatea de ”adâncime”, ”vigoare” sau ”pasiune”. Etimologia termenului ”compasiune” este latină, însemnând ”împreună suferință”. Mai implicată decât simpla empatie, compasiunea adesea ridică o dorință activă de a atenua suferința altuia.
Compasiunea este adesea, deși ne-inevitabil, componenta cheie în ce se manifestă în contextul social ca altruism . În termeni etici, expresiile de-a lungul timpului ale așa zisei ”Regula de aur”, adesea implică prin încorporare principiul compasiunii: Să facem altora ce vrem să ni se facă nouă.
Substantivul englez compassion însemnând ”a iubi împreună cu” provine din Latină. Prefixul com- vine din versiunea arhaică a prepoziției și afixului latin ”cum” (însemnând ”cu”). Segmentul -passion este derivat din passus, participiul verbului deponent passus sum, patior, Pati ("păți" în română). Compasiunea este astfel legată în origine, formă și înțeles de substantivul ”pacient” (cineva care suferă), și de răbdare, participiul aceluiași patior, și este asemănător cu verbul grecesc πάσχειν (=paskhein - a suferi) cât și înrudit cu substantivul πάθος (patos). Clasată ca o mare virtute în numeroase filozofii, compasiunea este considerată în aproape toate tradițiile religioase una din cele mai mari virtuți.

## Teorii
Au fost propuse trei perspective teoretice pentru compasiune, contrastând în predicțiile și abordările lor.
- Compasiunea ca sinonim al presiunii empatice, caracterizată prin sentimentul de agitație în conexiune cu suferința altei persoane. Această perspectivă este bazată pe constatarea că uneori oamenii imită și simt emoțiile persoanelor din jurul.

- Compasiunea este doar o variație a iubirii sau tristeții, și nu o emoție distinctă.

- Din perspectiva psihologiei evolutive, compasiunea poate fi văzută ca o stare emoțională distinctă, ce poate fi diferențiată de tristețe, stres sau dragoste.

Identificarea cu o altă persoană este un proces esențial pentru ființele umane. Este adesea observat în lume pe măsură ce oamenii se adaptează și schimbă la noi stiluri de îmbrăcăminte, limbaj, comportament, etc., lucru ilustrat de pruncii ce încep să imite expresiile faciale și mișcările corpului mamelor lor încă din primele zile de la naștere. Acest proces este foarte strâns legat de compasiune deoarece simpatizarea cu alții este posibilă și cu oamenii din alte țări, culturi, națiuni, etc. O posibilă sursă a acestui proces de identificare vine dintr-o categorie universală numită ”spirit”. Spre sfârșitul anilor 1970, culturi și națiuni  diferite din întreaga lume, au luat o întorsură spre fundamentalism religios, care a fost ocazional atribuit ”spiritului”. O altă cale de identificare cu alții este dată de cunoașterea condiției umane și experiențelor asociate.
Importanța identificării cu alții pentru compasiune este în contrast cu efectele fizice și psihologice negative ale abandonării. Compasiunea pare să fie caracteristică societăților democratice. Rolul compasiunii ca un factor contributiv comportamentului individual sau social a fost subiectul unor dezbateri continue. Spre deosebire de procesul de identificare cu alte persoane, o absență completă a compasiunii, poate cere ignorarea sau dezacordul identificării cu alte persoane sau grupuri. Acest concept a fost ilustrat de-a lungul istoriei: Holocaustul, genocidul, colonizarea europeană a americii, etc. Pasul aparent esențial în aceste atrocități ar putea fi definirea victimelor ca ”nefiind oameni” sau ”nu sunt ca noi”. Atrocitățile comise de-a lungul istoriei umane au fost ridicate doar de prezența compasiunii.
Suferința a fost definită ca percepția distrugerii sau pierderii iminente a integrității unei persoane, care continuă până la dispariția amenințării sau restaurării integrității. Psihologia personalității aprobă că oamenii sunt din naștere diferiți și distincți între ei, lucru ce ar trebui să conducă la concluzia că suferința umană este întotdeauna individuală și unică. Suferința poate veni din traume psihologice, sociale și fizice. Apare în forme acute la fel de des ca în formele cronice. Este o dificultate intrinsecă în a realiza că altcineva suferă datorită naturii sale singuratice, ce duce la concluzia că multă lume nu conștientizează că suferă. Pot în schimb indica către circumstanțele externe iar fazele incipiente ale suferinței fiind tăcute sau neafirmate. Etapele ulterioare pot implica exprimarea victimizării și căutarea ajutorului de către acea persoană.  Compasiunea este recunoscută prin identificarea cu alți oameni, cunoașterea comportamentului uman, percepția suferinței, transferul sentimentelor, cunoașterea țelului și scopului suferinzilor, și absența unui suferind dintr-un grup.
Studiile timpurii au stabilit legăturile dintre violența interpersonală și cruzimea față de animale. Compasiunea poate avea abilitatea de a induce sentimente de amabilitate și iertare, care ar putea oferii oamenilor abilitatea de a opri situații ce ocazional duc la violență.

## Psihologie
Compasiunea este cercetată și a devenit relaționată de domeniul psihologiei pozitive și psihologiei sociale. Dalai Lama afirma ”compasiunea este o necesitate, nu un lux”, și că fără ea, omenirea nu va supraviețui. Compasiunea este procesul de conectare prin identificare cu altă persoană. Această identificare cu alții prin compasiune poate duce la creșterea motivației de a face ceva în efortul de a ușura suferința altuia.
Cercetătorii examinează motivația reglării compasiunii în contextul crizelor de amploare mare, cum ar fi dezastre naturale și genociduri. Multe studii au stabilit că oamenii tind să simtă mai multă compasiune pentru victime singulare decât cu mase mari de victime. Cu toate acestea, s-a aflat că acest colaps al compasiunii depinde de deținerea motivației și abilității de control a emoțiilor (Cameron & Payne, 2011, JPSP). Oamenii arată mai puțină compasiune pentru multe victime față de victime la singular ale dezastrelor, doar atunci când li se cere să suporte un ajutor financiar, și doar atunci când pot cu pricepere să își controleze emoțiile. În cercetările în desfășurare, psihologii explorează cum îngrijorările de a deveni epuizat emoțional motivează oamenii să curbeze compasiunea lor pentru a dezumaniza membrii grupurilor sociale stigmatizate, cum ar fi indivizii fără adăpost și cei dependenți de droguri (Cameron, Harris & Payne, in prep).
Compasiunea constă în trei cerințe majore: Oamenii trebuie să simtă că necazurile ce evocă sentimentele lor sunt serioase, oamenii cer ca problemele suferindului să nu fie auto-induse și oamenii să aibă posibilitatea să se vadă pe sine cu aceleași probleme.

## Neuropsihologie
Într-un mic experiment fMRI din 2009, Mary Helen Immordino-Yang și colegii de la institutul pentru Creier și creativitate au studiat puternice sentimente de compasiune pentru durere socială și fizică în alții. Ambele sentimente au implicat o schimbare previzibilă în activitatea insulei anterioare, cingulata anterioară, hipotalamus cât și creierul mijlociu, dar au găsit de asemenea și un model necunoscut până atunci în activitatea corticală pe suprafața posterioară medială a fiecărei emisfere cerebrale, o regiune implicată în funcțiile de bază ale creierului și în procesele legate de sine. Compasiunea pentru durere socială în alții a fost asociată cu activări puternice în porțiunea interoceptivă, inferior/posterioară a acestei regiuni, în timp ce compasiunea pentru durere fizică în alții a implicat o creștere a activității porțiunii exteroceptive, superior/anterioare. Compasiunea pentru durere socială a activat această secțiune superioară/anterioară, într-o măsură mai mică. Activitatea în insula anterioară legată de compasiunea pentru durere socială a atins mai târziu vârfuri ce au durat mai mult decât activitatea asociată compasiunii pentru durere fizică. Emoții compasionate în relațiile cu alții au efect asupra cortexului prefrontal, frontal inferior și creierul mijlociu. Sentimente și fapte de compasiune s-au găsit a stimula zone responsabile de reglarea homeostaziei, cum ar fi cortexul insular și hipotalamusul.

## Medicina
Compasiunea este una dintre cele mai importante însușiri pentru doctorii practicând servicii medicale. S-a sugerat că compasiunea simțită aduce dorința de a face ceva și ajuta suferindul. Dorința de a fi de folos nu este compasiune, dar sugerează că aceasta din urmă este similară altor emoții prin motivarea comportamentelor ce reduc tensiunea provocată de emoții. Medicii în general identifică sarcinile lor ca responsabilitatea de a pune interesele pacienților pe primul loc, incluzând obligația de a nu face rău, de a livra îngrijire adecvată, și a păstra confidențialitatea. Compasiunea este observată în ambele datorii datorită relației directe cu recunoașterea și tratarea suferinzilor. Medicii care folosesc compasiune înțeleg efectele bolii și a suferinței asupra comportamentului uman. Compasiunea poate fi strâns relaționată de iubire și de emoțiile evocate în ambele. Acest lucru este ilustrat de relația între pacienți și medicii din instituțiile medicale. Relația dintre pacienții suferinzi și îngrijitori oferă dovezi compasiunii văzută ca emoție socială, fiind strâns legată de aproprierea dintre persoane.

## Extenuarea
Persoanele cu o capacitate și responsabilitate mai mare de a empatiza cu alții pot fi supuși unui risc de stres și extenuare a compasiunii, lucru legat de profesioniștii și indivizii ce petrec un timp semnificativ răspunzând la informații corelate suferinței.

## Aplicații
Conducere autentică și generală poate fi cheia către sporirea compasiunii la locul de muncă. Similar, acționarea în concordanță cu conceptele de sine autentice este esențială în exprimarea grijii și compasiunii. Compasiunea de sine poate avea efecte pozitive asupra fericirii subiective, optimismului, înțelepciunii, curiozității, agreabilității și extrovertirii.

### Practicarea
Anumite activități pot crește sentimentele de disponibilitate în practicarea compasiunii; printre acestea pot fi crearea unui ritual matinal, practicarea empatiei, întreprinderea actelor spontane de bunătate și dezvoltarea unei rutine de seară.

## Istoric
”Filozofii greci și romani nu aveau încredere în (simțirea) compasiunii. În opinia lor, rațiunea în sine ar fi fost calea adecvată de comportare. Ei considerau compasiunea (o virtute) ca un efect, nici admirabil dar nici de disprețuit.” — Thomas Szasz, Cruel Compassion (Compasiune Crudă) 
Pe de altă parte, un studiu recent asupra Lui Iisus istoric afirmă că fondatorul Creștinismului a căutat să ridice compasiunea Iudaică la rang de virtute umană supremă, capabilă să reducă suferința și să îndeplinească scopul nostru rânduit de Dumnezeu, de a transforma lumea în ceva mult mai demn de Creatorul ei.

## Opinii religioase și spirituale

### Hinduism

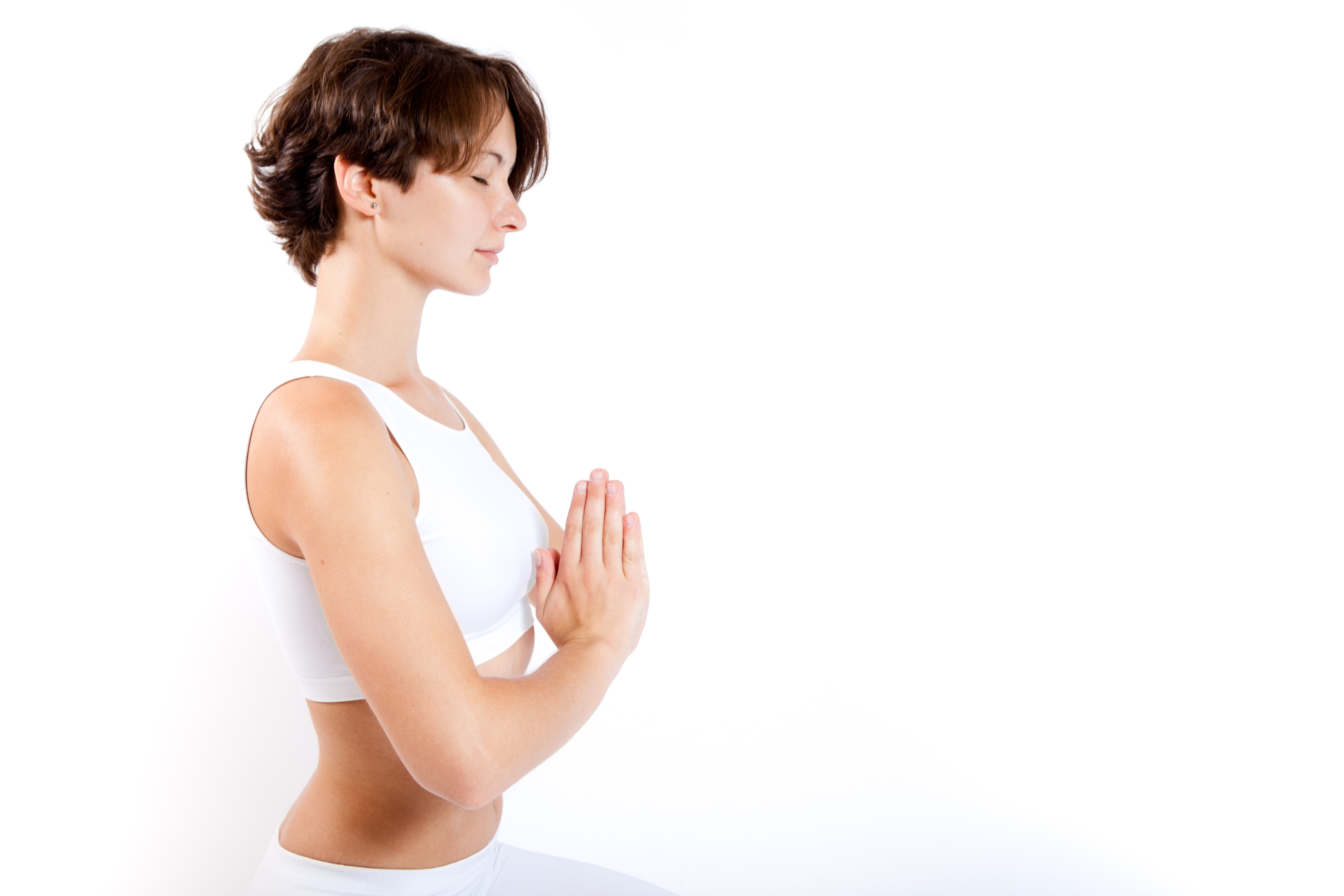
Yoga este o practică ce urmărește purificarea fizică, mentală și spirituală în Hinduism, iar o minte și un spirit compasional fiind unul din obiectivele sale importante. Diverse asane și mudre sunt combinate cu exerciții de meditație și reflectare a sinelui pentru a cultiva compasiunea.

În literatura clasică a Hinduismului, compasiunea este o virtute cu multe nuanțe, fiecare nuanță fiind explicată prin termeni diferiți. Cei mai comuni trei termeni sunt daya (दया), karuna (करुणा),  și anukampa (अनुकम्पा). Alte cuvinte în Hinduism legate de compasiune sunt karunya, ghrina, kripa și anukrosha. Unele din aceste cuvinte sunt folosite interschimbabil prin școlile de Hinduism pentru a explica conceptul de compasiune, sursele sale, consecințele și natura sa. Virtutea compasiunii către toate ființele vii, afirmă Ghandi și alții, este un concept central în filozofia hindusă.
Daya este definită de Padma Purana ca dorința virtuoasă de a atenua durerea și dificultățile altora prin a înainta orice efort necesar. Matsya Purana descrie daya ca valoarea ce tratează toate ființele vii (inclusiv ființele umane) ca fiind tot una cu sinele, dorind bunăstarea și binele altor ființe vii. O astfel de compasiune, susține Matsya Purana, este una din căile necesare pentru a fi fericit. Ekadashi Tattvam explică daya ca tratarea străinului, rudei, prietenului și dușmanului ca pe sine; Susține despre compasiune că este starea în care toate ființele vii sunt văzute ca parte din sine, iar când toată lumea suferă este văzută ca suferință proprie. Compasiunea către toate ființele vii, inclusiv către cei ce sunt străini și cei ce sunt dușmani, este văzută ca o virtute nobilă. Karuna, un alt cuvânt pentru compasiune în filozofia hindusă, înseamnă plasarea minții personale în locul altuia, prin urmare căutând înțelegerea altuia din perspectiva lui. Anukampa, un alt cuvânt pentru compasiune, se referă la starea după ce s-a observat și înțeles durerea și suferința din altul. În Mahābhārata, Indra laudă Yudhisthira pentru anukrosha sa - compasiune, simpatie - pentru toate creaturile. Tulsidas contrastează cu daya (compasiune) cu abhiman (aroganță, disprețul altora), susținând compasiunea ca sursă de viață dharmică , iar aroganța ca sursă a păcatului. Daya (compasiune) nu este kripa (compătimire) în hinduism, sau sentimentul de părere de rău pentru suferind, deoarece aceasta din urmă este pătată cu condescendență, în timp ce compasiunea este sentimentul de a fi una cu suferindul. Compasiunea este baza pentru ahimsa, o virtute centrală în filozofia hindusă.
Compasiunea în Hinduism este discutată ca un concept absolut și relativ. Sunt două forme de compasiune: Una pentru cei ce suferă deși nu au făcut nimic rău și una pentru cei ce suferă pentru că au făcut ceva rău. Compasiunea absolută se aplică la ambele, în timp ce compasiunea relativă adresează diferența dintre prima și ultima. Un exemplu a celei din urmă include pe cei condamnați pentru o infracțiune cum ar fi crima; în aceste cazuri, virtutea compasiunii trebuie echilibrată cu virtutea dreptății.
Literatura clasică a hinduismului există în multe limbi indiene. Spre exemplu, Tirukkural scrisă între anii 200 Î.Hr. și 400 d. Hr, uneori numită și Tamil Veda, este un text clasic foarte prețuit în hinduism, scris într-o limbă sud indiană. Acesta dedică capitolul 25 al cărții 1, compasiunii. În acel capitol, Tirukkural sugerează urmarea cărării vieții cu compasiune, toată viața merită dragostea individului, și că milostenia fără compasiune este goală și de neconceput.

### Iudaism
În tradiția iudaică, Dumnezeu este milostiv și este invocat ca Părintele Compasiunii: prin urmare Rahmana sau Compasional devin desemnările uzuale pentru Cuvântul Său revelat. (Comparați, mai jos, frecventa utilizare Rahman în Coran). Amărăciunea și compătimirea pentru cineva în necaz, creând dorință de a o ridica, este un sentiment atribuit atât omului cât și Lui Dumnezeu: în biblia ebraică (”riham”, din ”rehem” mamă, pântec), ”a compătimii” sau ”a arăta milă” cu privire la neajutorarea suferindului, cât și ”a ierta” (Habacuc 3:2) și ”a îndura” (Exod 2:6;1 Samuel 15:3;Ieremia 15:15,21:7). Rabinii vorbesc despre cele ”treisprezece însușiri ale compasiunii”. Concepția biblică a compasiunii este sentimentul părintelui pentru copil. Prin urmare, apelul profetului în confirmarea încrederii sale în Dumnezeu invocă sentimentul unei mame pentru puiul ei (Isaia 49:15).
O articulare clasică a regulii de aur (vezi mai sus) vine din primul secol de la bătrânul rabin Hillel. Renumit în tradiția iudaică ca un înțelept și savant, este asociat cu dezvoltarea Mișnei și a Talmudului, și ca atare una dintre cele mai importante imagini din istoria evreilor. Rugat să facă un rezumat al religiei iudaice ”stând într-un picior” adică cât mai concis, Hillel afirma: ”Ceea ce ție nu-ți place, altuia nu-i face. Asta e toată Tora. Restul este explicație; du-te și învață.”  După atentatele din 11 septembrie 2001, cuvintele rabinului Hillel sunt frecvent citate în prelegeri și interviuri publice în întreaga lume de proeminenta scriitoare în religie comparativă Karen Armstrong.
Multe surse evreiești vorbesc despre importanța compasiunii față animale. Printre aceștia se numără rabinul Samson Raphael Hirsch, rabinul Simhah Zissel Ziv, și rabinul Moshe Cordovero.

### Buddhism

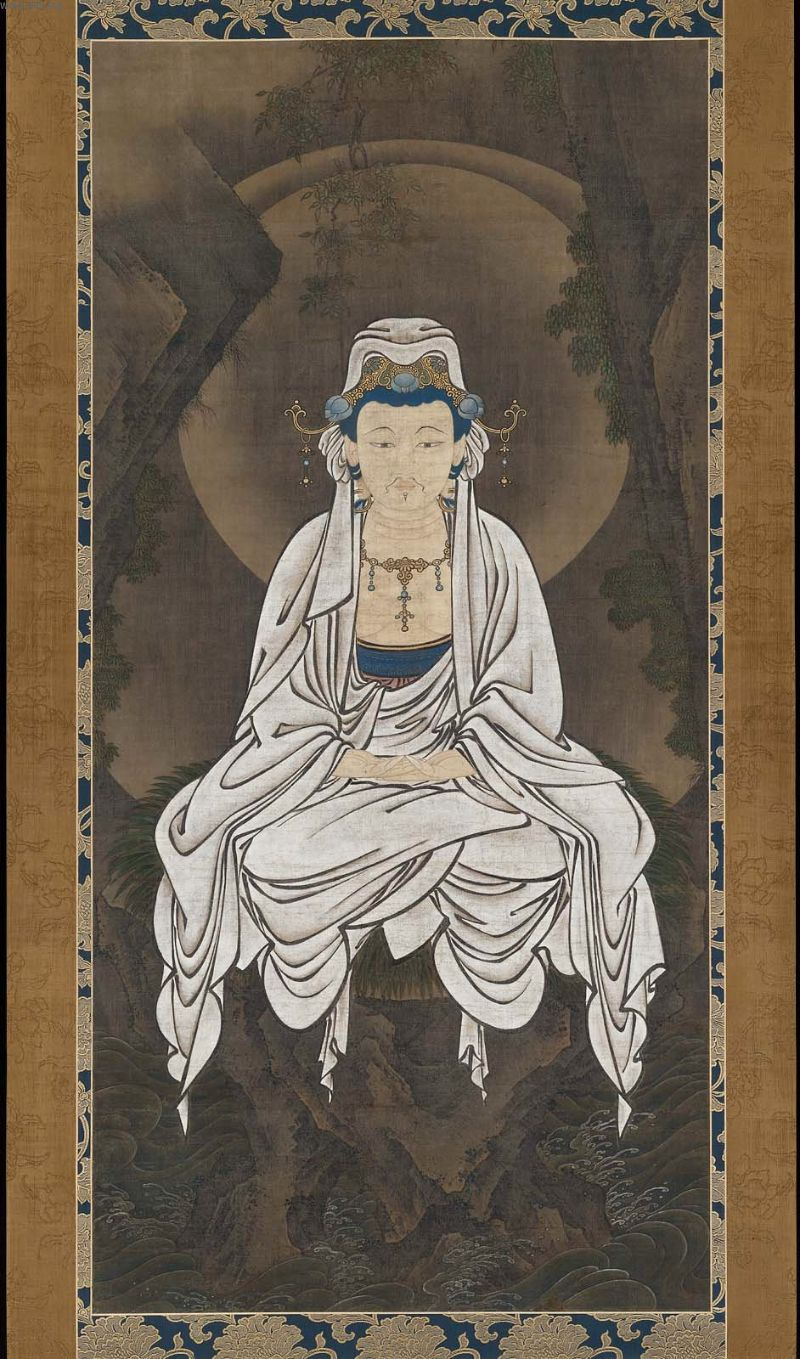
Zeița Kannon, încarnarea Bodhisattva compasiunii, desen din Japonia secolul 16

”Compasiunea este ceea ce mișcă inima celui bun la durerea altora. Sfarâmă și distruge durerea altora; astfel se numește compasiune. Se numește compasiune pentru că protejează și îmbrățișează pe cel în dificultate.” – Buddha
Compasiunea sau karuna stă la centrul învățăturilor lui Buddha. Se spune că a fost întrebat de însoțitorul său personal, Ananda: ”Ar fi corect să spunem că dezvoltarea amabilității iubitoare și a compasiunii este o parte a practicii noastre?” Buddha a răspuns: ”Nu! Nu ar fi adevărat să spunem că dezvoltarea amabilității și compasiunii este parte a practicii noastre. Ar fi corect să spunem că dezvoltarea amabilității iubitoare și compasiunii este toată practica noastră”
Primul din așa zisele cele Patru Adevăruri Nobile este adevărul suferinței sau dukkha (insatisfacția sau stresul). Dukkha este identificată ca una din cele trei caracteristici distinctive ale întregii existențe condiționate. Se naște ca o consecință a eșecului de a se adapta la schimbare sau anicca (a doua caracteristică) și inconsistența, lipsa identității fixe, cumplita incertitudine sau anatta (a treia caracteristică) născută și ea tot din această perpetuă schimbare. Compasiunea făcută posibilă prin observație și percepție corectă este practic calea adecvată. Dorința finală și stăruitoare, manifestată în Buddha, atât ca arhetip cât și ca entitate istorică, este de a ușura suferința tuturor ființelor vii de pretutindeni.

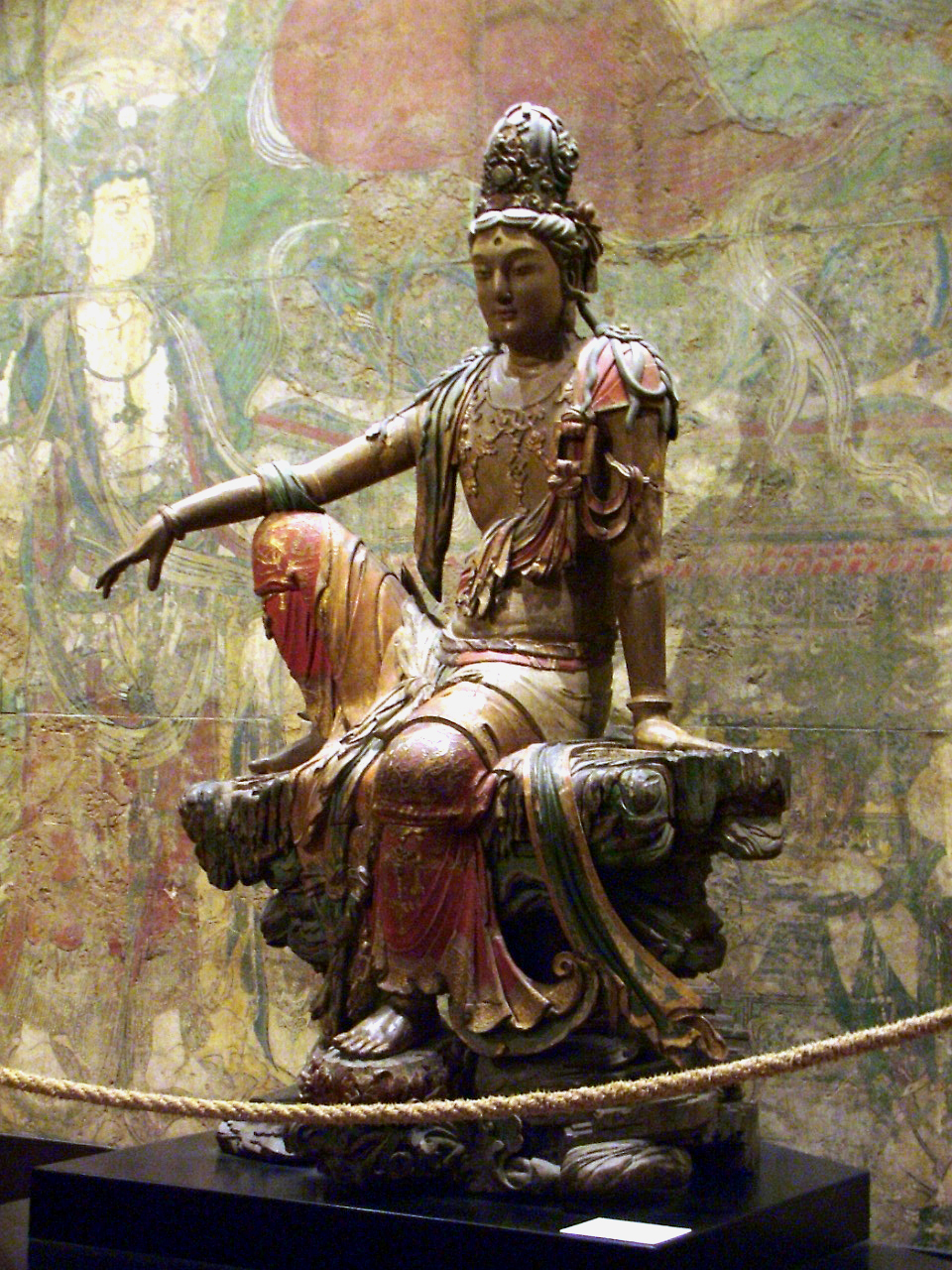
Avalokiteśvara privind peste marea de suferință. China, Dinastia Liao.

Dalai Lama a spus: ”Dacă vrei ca alții să fie fericiți, practică compasiunea. Dacă vrei să fii tu fericit, practică compasiunea.”. Călugărul american Bhikkhu Bodhi afirmă că aceasta furnizează complementul amabilității iubitoare: Unde amabilitatea iubitoare are caracteristica de a dori fericirea și bunăstarea altora, compasiunea are caracteristica de a dori ca alții să fie liberi de suferință, dorință căutând a fi extinsă fără limite tuturor ființelor vii. Ca Mettā, compasiunea apare prin intrarea în subiectivitatea altora și prin împărtășirea interiorizării într-un mod profund și total. Izvorăște din considerarea că toate ființele, ca și noi, doresc să fie eliberate de suferință, dar totuși în ciuda dorințelor lor, continuă să fie hărțuiți de durere, frică, amărăciune sau alte forme de dukkha.”
În același timp, se subliniază că pentru a manifesta eficient compasiune pentru alții, este în primul rând necesar a fi capabil de a experimenta și aprecia pe deplin suferința proprie, și prin consecință a avea compasiune de sine. Se zice că Buddha a spus: ”Se poate să călătorești în întreaga lume în căutarea cuiva mai vrednic de compasiune decât sinele. Nu vei găsi niciodată o astfel de persoană” 
Compasiunea este antidotul de sine alese otrăvi a furiei.

### Creștinism

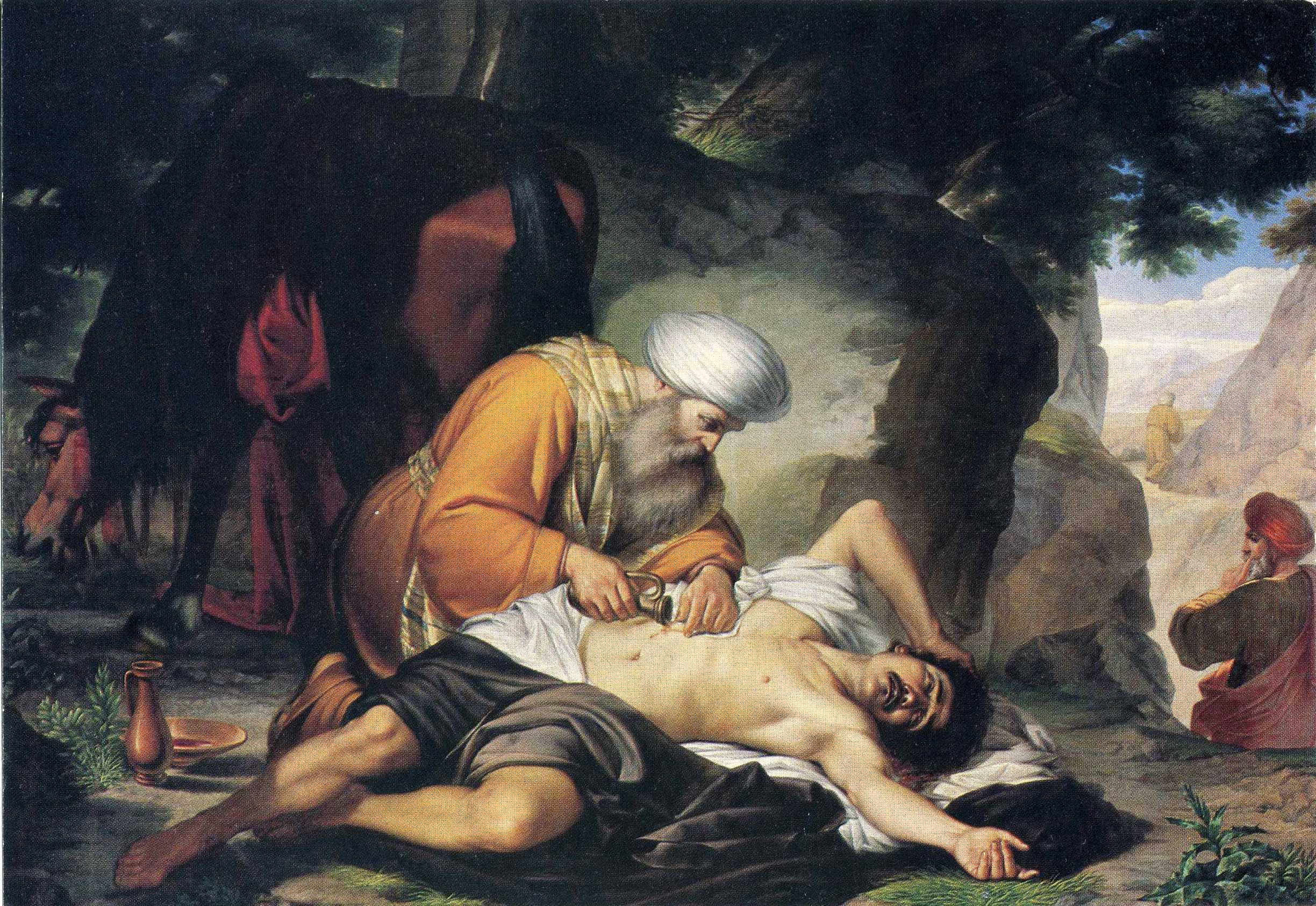
Compasiunea în acțiune: O pictură italiană din secolul 18 a pildei bunului Samaritean

A doua epistolă către Corinteni a Bibliei creștine este doar unul din locurile unde Dumnezeu este referit ca ”Tatăl compasiunii” sau ”Dumnezeul tuturor mângâierilor”. În ea se citește: ”Binecuvântat este Dumnezeu și Tatăl Domnului nostru Iisus Hristos, Părintele îndurărilor și Dumnezeul a toată mângâierea. Cel ce ne mângâie pe noi în tot necazul nostru, ca să putem să mângâiem și noi pe cei care se află în tot necazul, prin mângâierea cu care noi înșine suntem mângâiați de Dumnezeu. Că precum prisosesc pătimirile lui Hristos întru noi, așa prisosește prin Hristos și mângâierea noastră. Deci fie că suntem strâmtorați, este pentru a voastră mângâiere și mântuire, fie că suntem mângâiați, este pentru a voastră mângâiere, care vă dă putere să îndurați cu răbdare aceleași suferințe pe care le suferim și noi. Și nădejdea noastră este tare pentru voi, știind că precum sunteți părtași suferințelor, așa și mângâierii.” (2 Corinteni 1:3-7) Iisus încorporează pentru Creștini, chiar esența compasiunii și a îngrijirii relaționale. Hristos îi îndeamnă pe Creștini să abandoneze dorințele proprii și să acționeze cu compasiune către alții, în special cu cei în nevoie și necaz. Iisus îi asigură pe ascultătorii predicii de pe munte că ”Fericiți cei milostivi, că aceia se vor milui”. În pilda bunului Samaritean prezintă discipolilor idealul comportamentului compasional. Adevărata compasiune creștină, spun Evangheliile, trebuie să se extindă tuturor, chiar și până la a ne iubii dușmani.
Cele două porunci mari exemplifică Evanghelia creștină ca fiind fondată pe dragoste și compasiune, compasiunea fiind cea mai importantă învățătură din Lege și Profeți.

### Islam

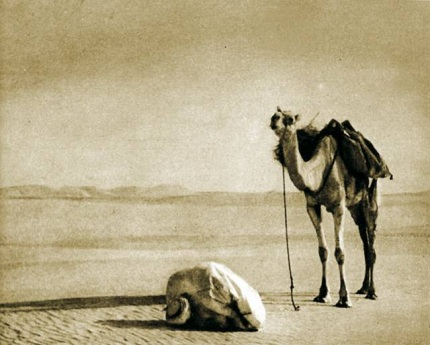
O fotografie din 1930 a unui călător prin deșert căutând ajutorul lui Allah Milostivul și Compasionatul

În tradiția musulmană, în caracteristicile de căpătâi ale lui Dumnezeu sunt mila și compasiunea, sau în limba canonică arabă, rahman și rahim. Fiecare din cele 114 capitole din Coran, cu o singură excepție, începe cu versetul: ”În numele lui Allah Cel Milostiv, Îndurător” Cuvântul arab pentru compasiune este rahmah. Ca influență culturală, rădăcinile sale abundă în Coran. A fi un bun musulman înseamnă a începe fiecare zi, fiecare rugăciune și fiecare acțiune importantă cu invocarea lui Allah Cel Milostiv și Compasional, spre exemplu, prin recitarea Bism-i-llah a-Rahman-i-Rahim. Pântecele și legăturile familiale sunt caracterizate de compasiune și numite după atributul exaltat al lui Allah ”Al-Rahim” (Compasionatul).
Islamul învață compasiune pentru frații musulmani. Nu recomandă însă compasiune pentru oamenii de credințe non-musulmane și pentru cei care comit crime ca adulter, fornicație, apostazie și necredincioși. De exemplu,
„A venit la voi un Trimis chiar dintre voi, căruia îi sunt grele necazurile ce vă lovesc, care este plin de grijă pentru voi, iar cu dreptcredincioșii este el milostiv și îndurător.”
Coran 9:128
„Iar acelora care nu au crezut și au împiedicat de la calea lui Allah, le vom adăuga Noi chin peste chin, pentru stricăciunea ce au făcut-o (pe pământ).”
Coran 16:88
„Pe cea care preacurvește și pe cel care preacurvește biciuiți-i pe fiecare cu câte o sută de lovituri. Și să nu vă apuce mila de ei în împlinirea legii lui Allah, dacă voi credeți în Allah și în Ziua de Apoi! Și un grup de dreptcredincioși să fie martori la pedepsirea lor!”
Coran 24:2

### Jainism
Compasiunea pentru toată viața, umană și non-umană, este centrală în tradiția Jain. Deși toată viața este considerată sacră, viața umană este considerată cea mai înaltă formă de existență pământeană. A ucide o persoană, indiferent de crima sa, este considerat inimaginabil de oribil. Este singura tradiție substanțială religioasă care necesită atât călugării cât și laicii să fie vegetarieni. Este sugerat că anumite ramuri ale tradiției hinduse au devenit vegetariene datorită puternicelor influențe Jainiste. Totuși, poziția tradițională Jainistă asupra non-violenței, trece dincolo de vegetarianism. Jainii refuză mâncare obținută prin cruzime nenecesară. Mulți practică veganismul. Jainii conduc adăposturi de animale peste tot în India. Lal Mandir, un templu Jain proeminent în Delhi, este cunoscut pentru spitalul Jain de păsări într-o clădire secundară din spatele templului principal. Fiecare oraș și sat din Bundelkhand are adăpost pentru animale condus de Jainiști. Călugării Jainiști fac eforturi deosebite pentru a evita uciderea oricărei creaturi vii, dând cu mătura în fața lor pentru a evita omorârea insectelor și chiar purtând mască de față pentru a evita inhalarea chiar și a celor mai mici musculițe.